# Joan Cristòfol Jaume Mulet
Joan Cristòfol Jaume Mulet, nascut a Llucmajor, Mallorca, el 1967, és un polític del Partit Popular i batle de Llucmajor.
Jaume formà part del consistori de l'Ajuntament de Llucmajor per primer cop com a regidor el 1995 amb el batle Gaspar Oliver Mut. Després el 1999 amb Lluc Tomàs Munar amb el càrrec de primer tinent de batle, encarregat de l'àrea d'urbanisme. Arran de la dimissió de Lluc Tomàs, el desembre de 2008, per la seva imputació en un cas de corrupció (Cas Llucmajor), accedí a la batlia. Des del 2010 forma part de l'executiva del Partit Popular de les Illes Balears, que presideix José Ramón Bauzá, com un dels cinc vicepresidents executius.
Es presentà com a número u a les eleccions municipals de maig de 2011 i assolí la majoria absoluta amb 12 regidors, dels 21 del consistori, que li permeté governar fins al 2015. El 2015 es presentà novament com a candidat a la batlia i, també, com a diputat al Parlament de les Illes Balears. No aconseguí escó al parlament ni pogué revalidar la majoria absoluta a la batlia de Llucmajor, passant el seu partit, dels 12 regidors assolits el 2011 amb 6158 vots, a només 8 el maig del 2015, amb 3942 vots, la qual cosa li impedí formar govern.

## Acció de govern

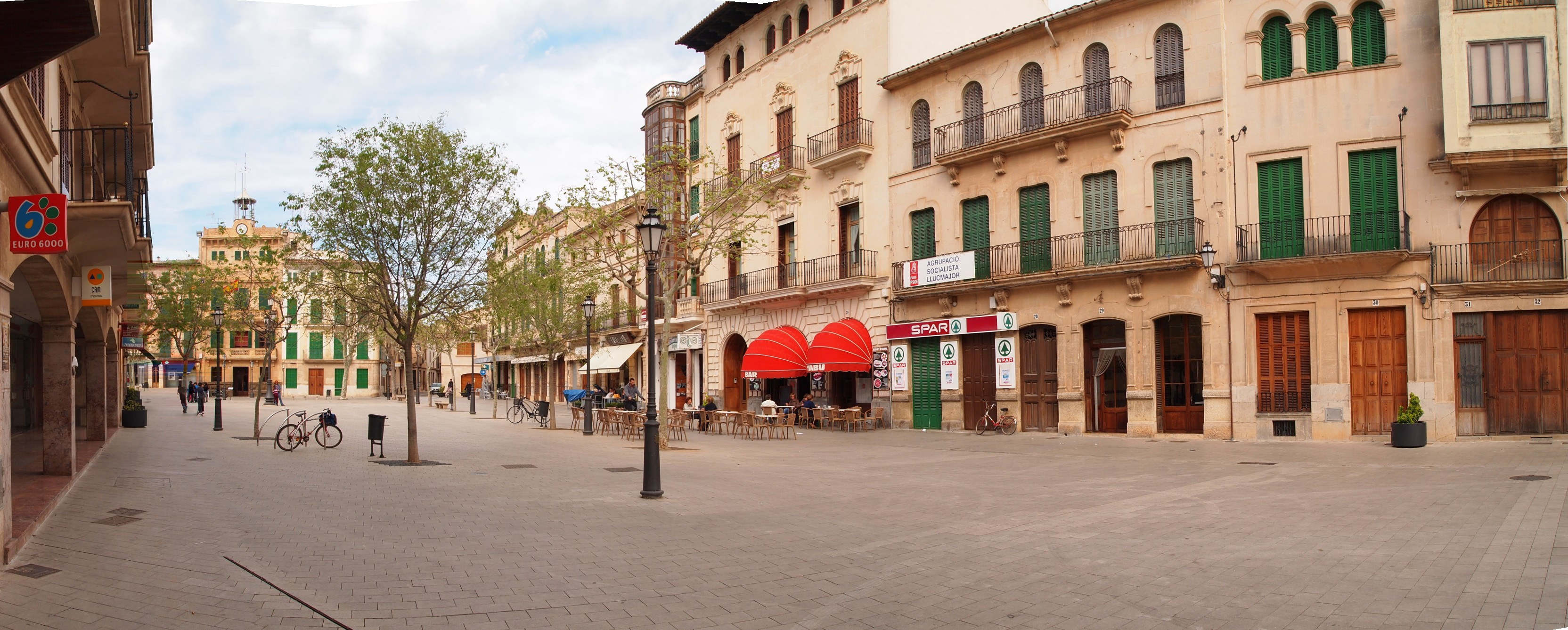
Plaça d'Espanya reformada

Jaume heretà el 2008 un ajuntament amb un deute molt elevat, de 29 043 000 €, que, un any després s'incrementà fins als 38 823 000 €, que representava el 126,5% dels ingressos, essent el municipi més endeutat de les Illes Balears i un dels tres-cents (4%) més endeutats de l'Estat. Aquest problema financer s'incrementà amb la crisi financera espanyola iniciada el 2008. Malgrat això, durant els seus primers anys de mandat, 2009-2011, aprofità el pla E del Govern d'Espanya per dur a terme importants obres al municipi. En destaquen la transformació de la Plaça d'Espanya i del carrer Bisbe Taixaquet per a vianants, la restauració de l'antic mercat municipal o peixateria, la construcció d'un segon poliesportiu cobert a la vila de Llucmajor, la remodelació de diferents carrers del municipi i la construcció de diversos aparcaments al centre de la vila. El 2011 inaugurà el segon col·legi públic d'educació infantil i primària, el CEIP Sa Marina, de la vila, i el 2010 la piscina coberta a s'Arenal.